# Torrecilla en Cameros
Torrecilla en Cameros è un comune spagnolo di 540 abitanti situato nella comunità autonoma di La Rioja.